# Lomatium planosum
Lomatium planosum är en växtart i släktet Lomatium och familjen flockblommiga växter. Den beskrevs först av George Everett Osterhout, och fick sitt nu gällande namn av Donald Holmes Mansfield och Stephen R. Downie.
Arten är endemisk för nordvästra Colorado i USA.